# Acromyrmex disciger
Acromyrmex disciger é uma espécie de inseto do gênero Acromyrmex, pertencente à família Formicidae.